# Klaus-Peter Thiele
Klaus-Peter Thiele (* 14. Dezember 1940 in Meiningen; † 10. Oktober 2011 in Berlin) war ein deutscher Schauspieler. Bekannt wurde Thiele insbesondere durch den DEFA-Film Die Abenteuer des Werner Holt, der 1965 in der DDR und 1966 in der Bundesrepublik mit großem Erfolg Premiere hatte.

## Leben
Schon Thieles Vater Heino Thiele (1891–1964) war als Schauspieler, Regisseur und Spielleiter tätig. Seine Mutter war Elisabeth Seiberlich. Geboren und aufgewachsen ist Klaus-Peter Thiele im südthüringischen Meiningen, wo er auch das Abitur am Henfling-Gymnasium machte. Er absolvierte die Schauspielschule in Berlin-Schöneweide und gehörte nach den Bühnenengagements in Parchim (1960) und am Hans Otto Theater in Potsdam (1964) fast dreißig Jahre dem Ensemble der DEFA an. Bereits durch seine erste Filmrolle, die Titelfigur in Die Abenteuer des Werner Holt (1964/65), wurde Thiele bekannt; danach wirkte er in mehr als 80 Film- und Fernsehproduktionen mit. Dabei wurden gerne ernste Rollen mit ihm besetzt, aber er spielte auch in Kinderfilmen wie zum Beispiel Susanne und der Zauberring. Nach der Wende war Thiele zunächst an Theatern in Hamburg und München tätig; später gehörte er etwa zur Stammbesetzung der Störtebeker-Festspiele in Ralswiek. In Berlin war er zuletzt am Berliner Kriminal Theater zu sehen. Außerdem wirkte er regelmäßig in Fernsehserien und -filmen mit. Er erlag am 10. Oktober 2011 einer Krebserkrankung. Sein Grab befindet sich auf dem Evangelischen Friedhof Stralau.
Klaus-Peter Thiele lebte in Lebensgemeinschaft mit der Malerin Rosemarie Rautenberg zusammen; die gemeinsame Tochter Valeska Rautenberg (* 1979) war in ihrer Jugend ebenfalls schauspielerisch tätig (Polizeiruf 110: Todesfall im Park, Peanuts – Die Bank zahlt alles). Heute ist sie ausschließlich als freischaffende Musikerin, Sängerin und Komponistin tätig. Der mit ihrer Genehmigung einsichtbare Nachlass von Klaus-Peter Thiele wird seit März 2012 im Staatsarchiv Meiningen aufbewahrt.

## Filmografie (Auswahl)

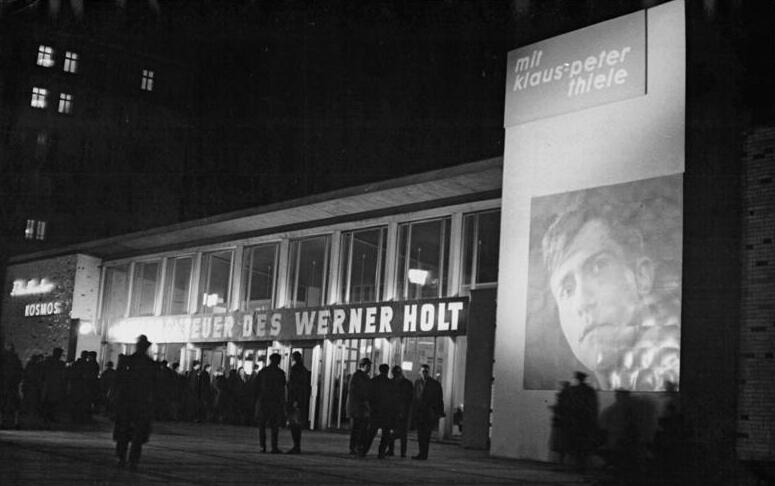
Premiere des Films Die Abenteuer des Werner Holt mit einem überlebensgroßen Plakatporträt Thieles

- 1963: Das Stacheltier: Unglaublich
- 1964: Die Abenteuer des Werner Holt
- 1964: Als Martin vierzehn war
- 1967: Marketa Lazarová
- 1967: DEFA 70 (Sprecher)
- 1968: Der Mord, der nie verjährt
- 1969: Ostatnie dni
- 1969: Weiße Wölfe
- 1970: Hart am Wind
- 1970: Der Panzerkommandant
- 1971: Rottenknechte (5-teiliger TV-Film)

- 1971: Liebeserklärung an G.T.
- 1971: Anflug Alpha 1
- 1973: Copernicus (Kopernik)
- 1973: Susanne und der Zauberring
- 1973: Eva und Adam (TV-Vierteiler)
- 1973: Polizeiruf 110: Vorbestraft (Fernsehreihe)
- 1974: Das Schilfrohr (Fernsehfilm)
- 1974: Neues aus der Florentiner 73 (Fernsehfilm)
- 1974: Zwycięstwo
- 1976: Osvobození Prahy
- 1976: Dagny
- 1976: Mann gegen Mann
- 1978: Ich will euch sehen
- 1978: Geschichten aus dem Wiener Wald (Theateraufzeichnung)
- 1980: Archiv des Todes (Fernsehserie)
- 1980: Wyrok śmierci
- 1980: Polizeiruf 110: Der Einzelgänger (Fernsehreihe)
- 1981: Zwei Zeilen, kleingedruckt (Dwe strotschki melkim schriftom)
- 1983: Märkische Chronik (TV-Serie)
- 1984: Front ohne Gnade (Fernsehserie)
- 1984: Eine schöne Bescherung (Fernsehfilm)
- 1985: Begegnung mit einem ungebetenen Gast (Romans z intruzem)
- 1985: Der Staatsanwalt hat das Wort – Sachlich richtig (Fernsehreihe)
- 1986: Weihnachtsgeschichten (Fernsehfilm)
- 1987: Der Geisterseher (Fernsehfilm)
- 1988: Barfuß ins Bett (Fernsehserie)
- 1989: Die gläserne Fackel
- 1990: Polizeiruf 110: Der Tod des Pelikan (Fernsehreihe)
- 1993: Extralarge: Condor Mission (Fernsehfilm)
- 1994: Unser Lehrer Doktor Specht (Fernsehserie)
- 1997: Jagd nach CM 24
- 1997: Polizeiruf 110: Heißkalte Liebe (Fernsehreihe)
- 2002: Tatort – Rückspiel (Fernsehreihe)
- 2004–2008: Hallo Robbie! (Fernsehserie)
- 2005: Schöne Lügen